# Ред Стар Цюрих
Ред Стар Цюрих (нім. FC Red Star Zürich) — швейцарський футбольний клуб з міста Цюрих. Клуб засновано 1905 року.

## Історія
Клуб заснований 1905 року. У 20-х роках минулого століття клуб виступав в Серії В. Найбільше спортивне досягнення це півфінал Кубка Швейцарії 1999 в якому поступились землякам із Грассгопперу. 
Домашня арена «Аллменд Брунау», вміщує 2 030 глядачів з яких 30 стоячі та дві тисячі сидячих місць.